# Joseph Smit
Joseph Smit (ur. 18 czerwca 1836 w Lisse – zm. 4 listopada 1929 w Radlett, Hertfordshire) – holenderski ilustrator zoologiczny.

## Galeria wybranych ilustracji Smita

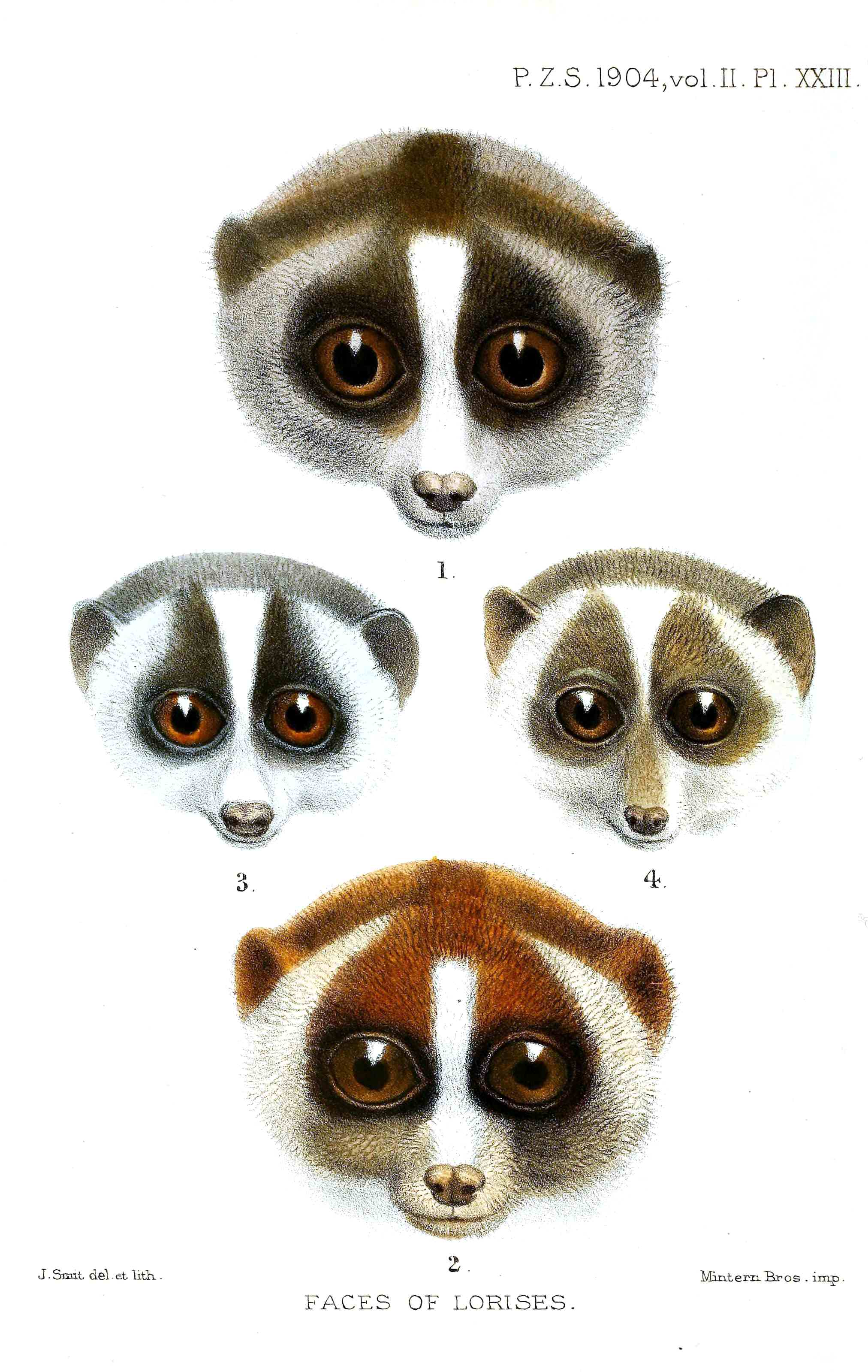
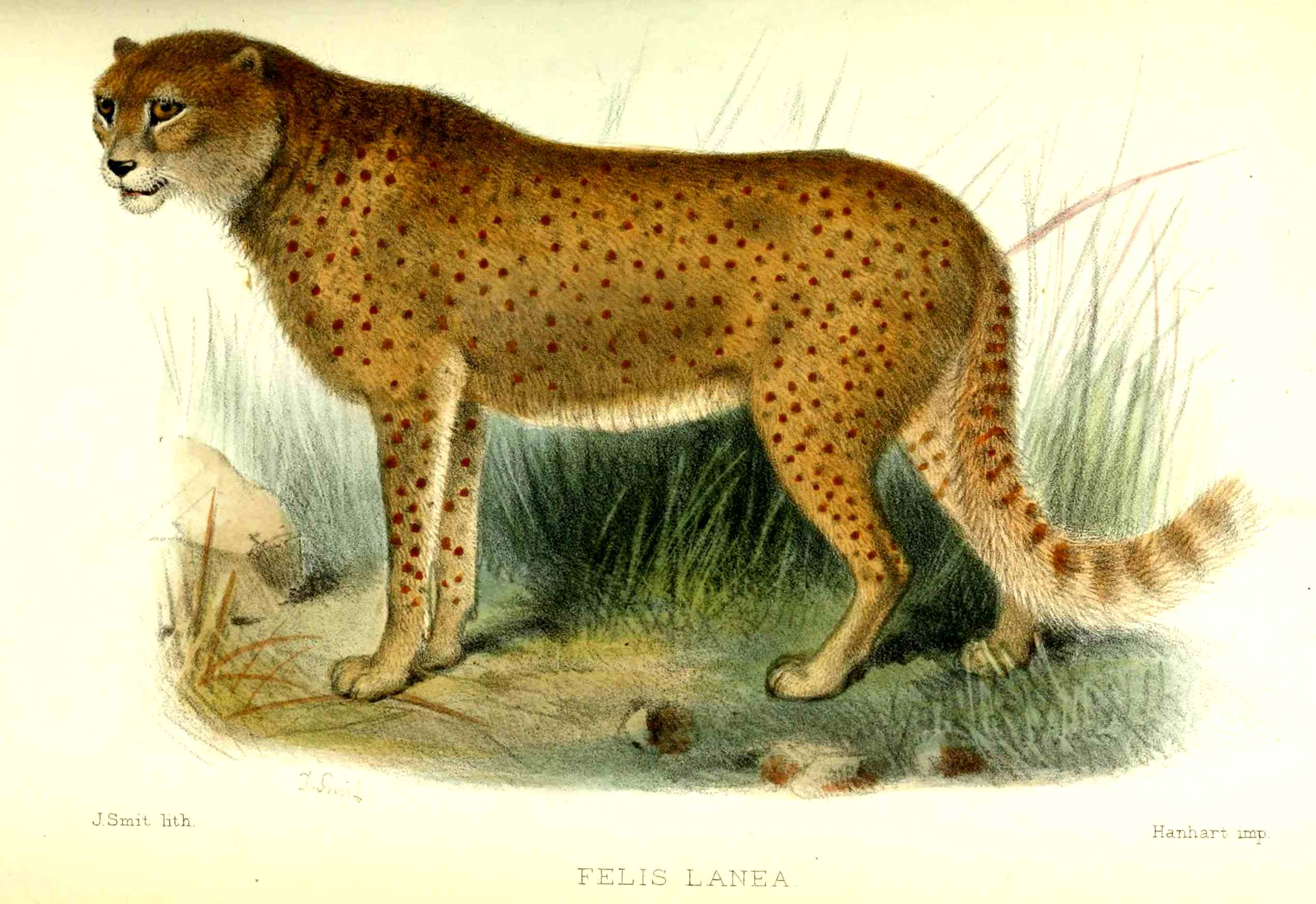
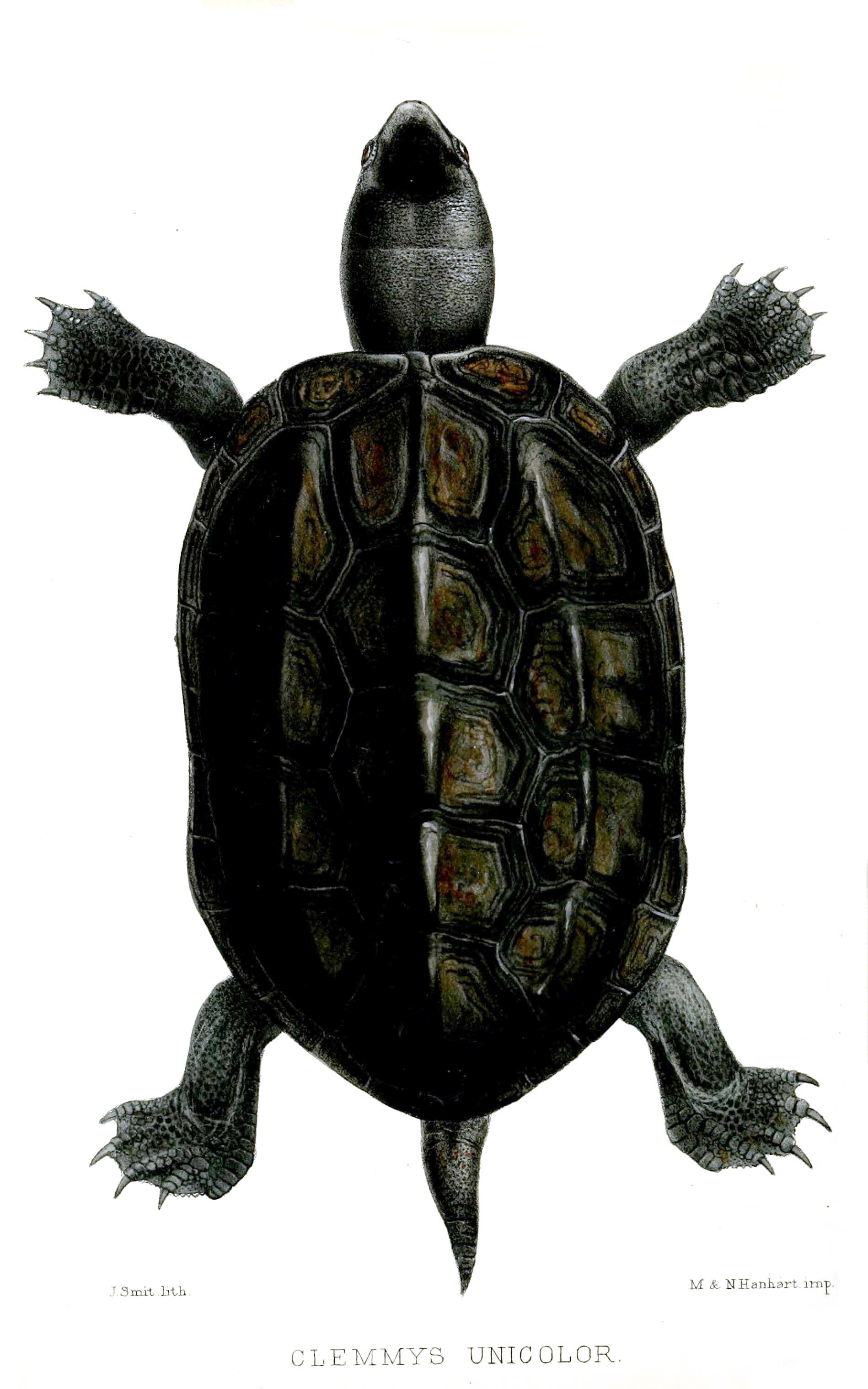
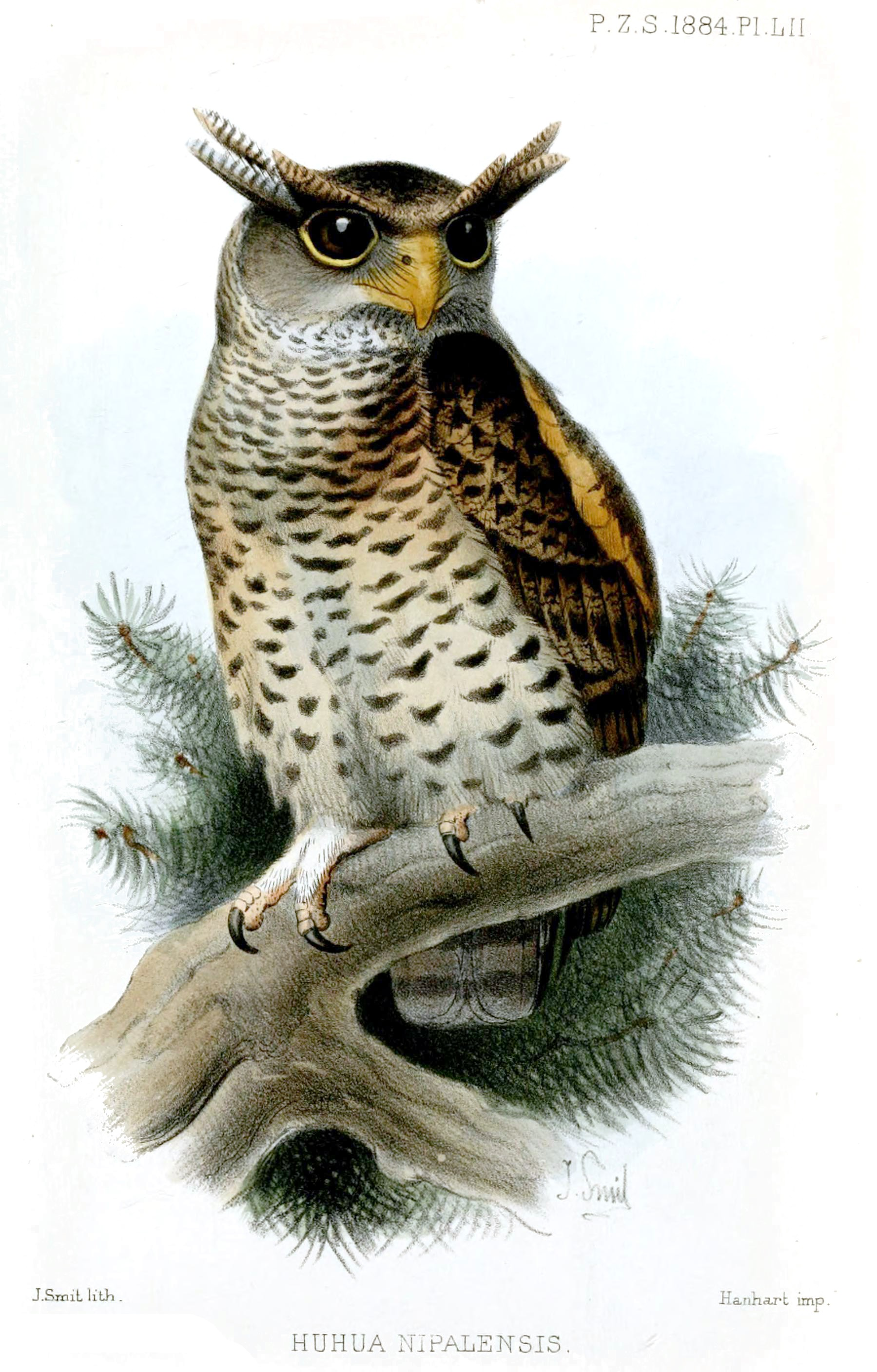
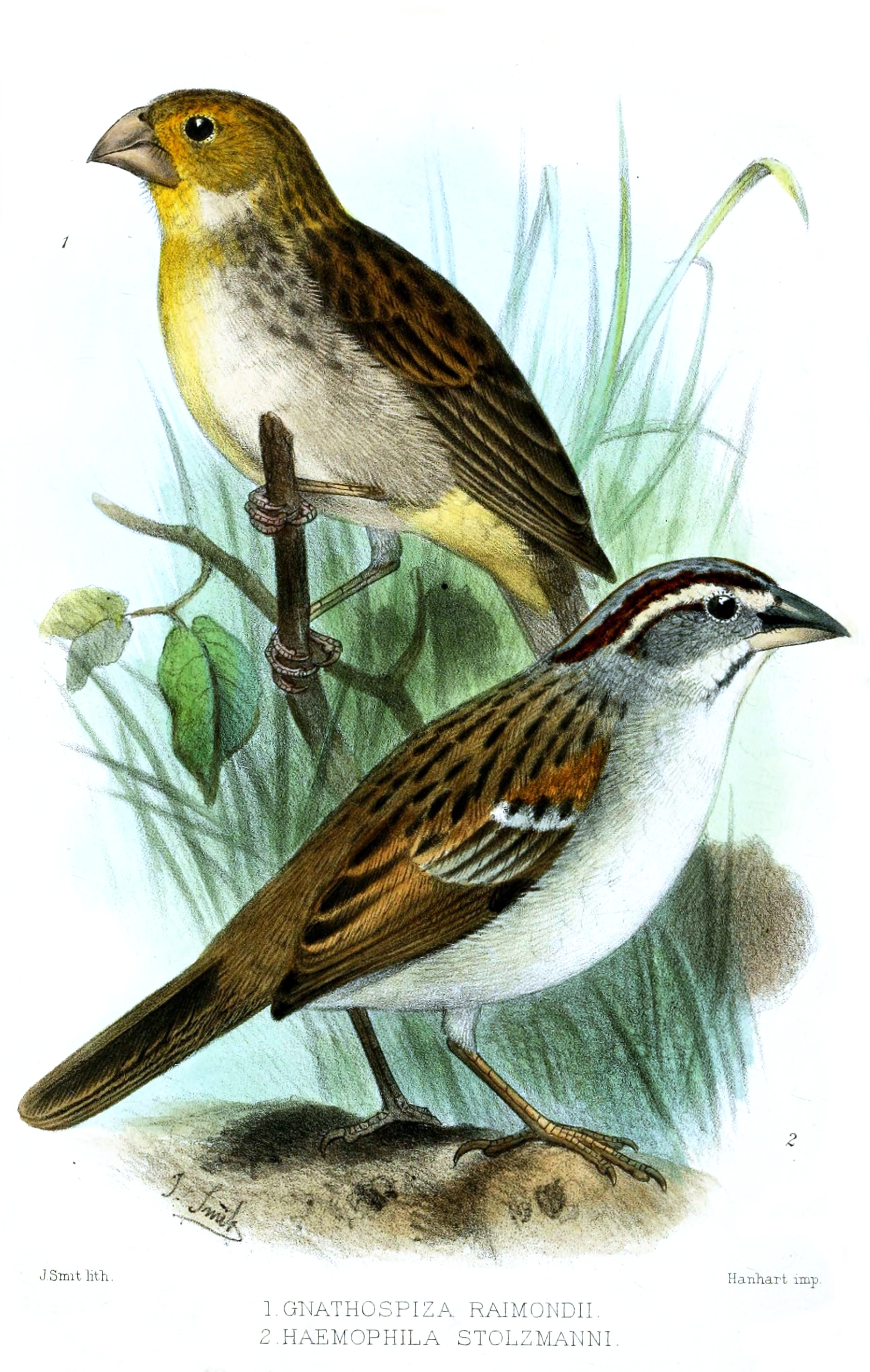
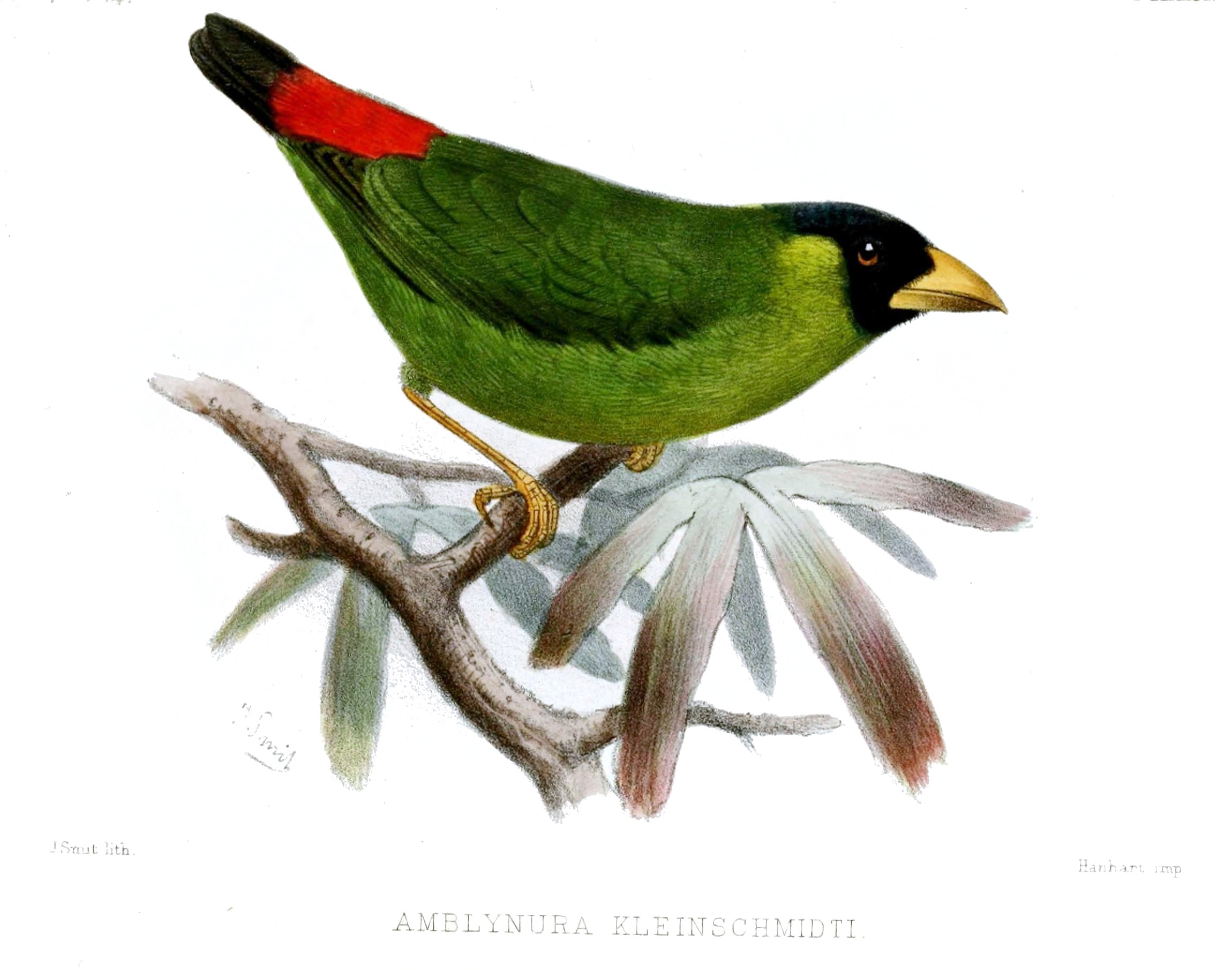
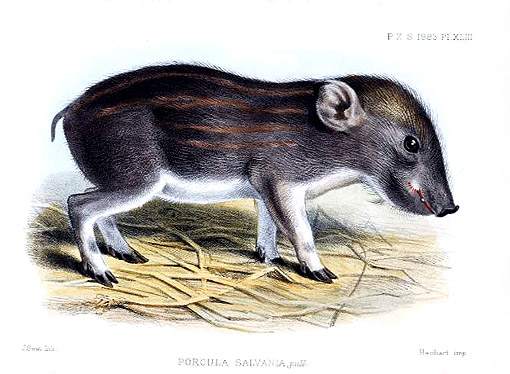
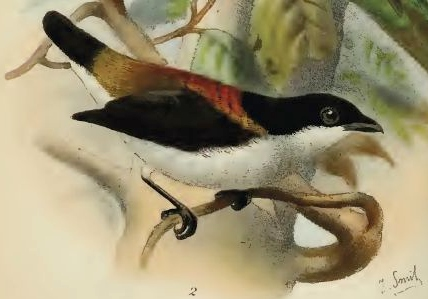
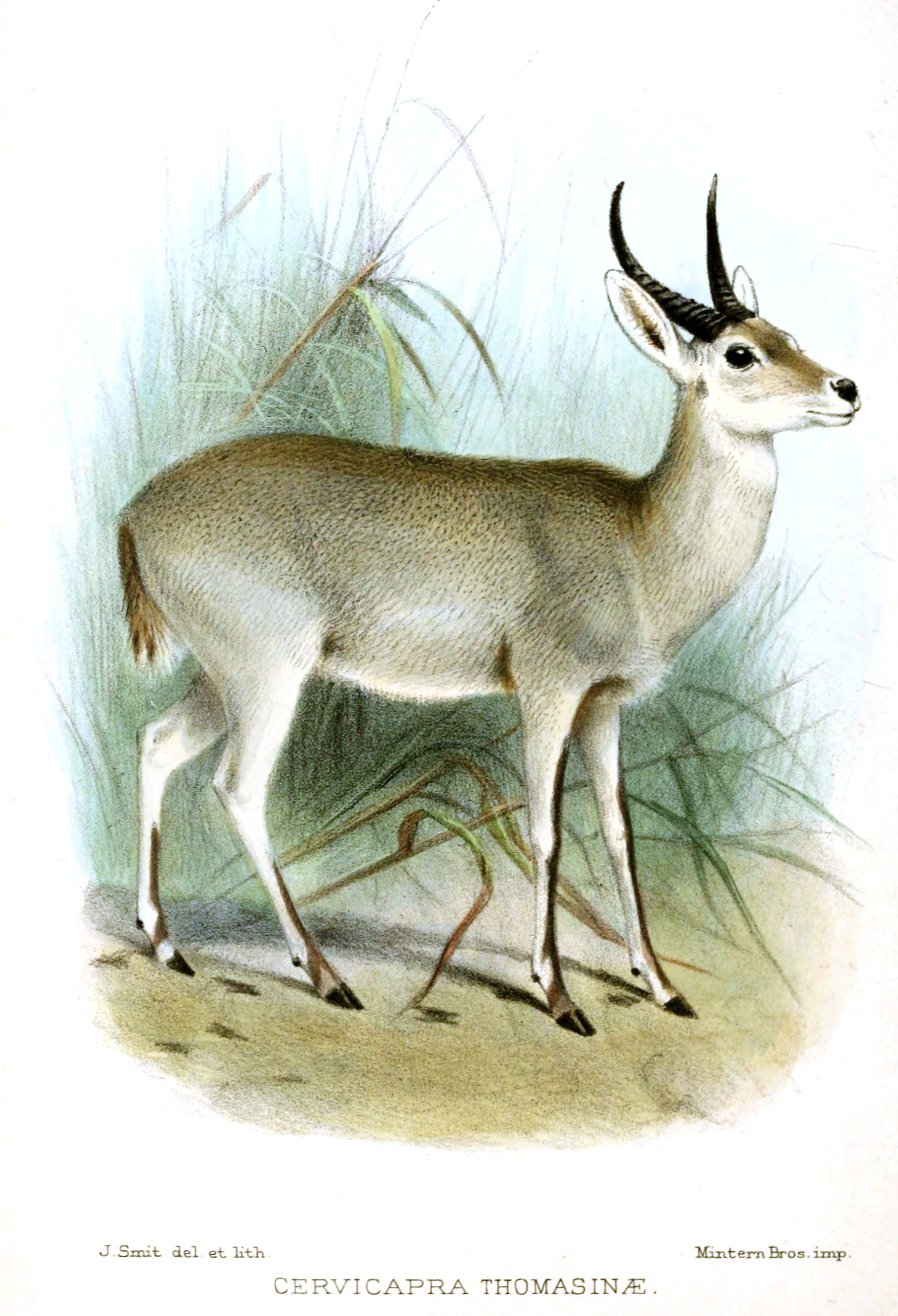
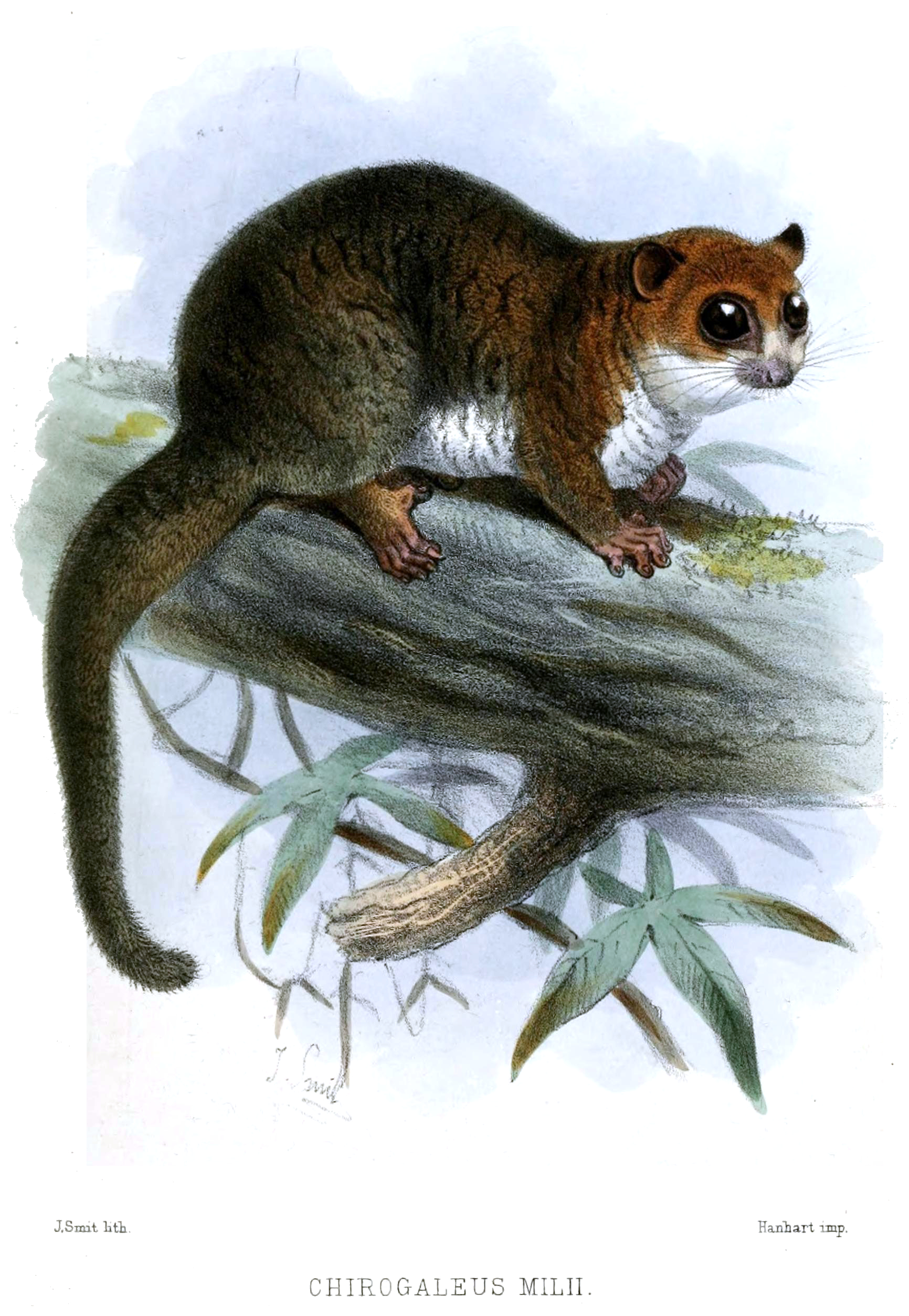